# アルフレッド・ロアジ
アルフレッド・フィルマン・ロアジ（Alfred Firmin Loisy, 1857年2月28日 - 1940年6月1日）は、フランスの神学者、聖書学者。その聖書研究によってカトリック教会における近代主義を代表する一人として知られる。ロワジーとも表記される。
マルヌ県アンブリエールの農家出身。1879年にカトリック教会の司祭に叙階され、1889年から母校のパリ・カトリック学院で聖書の教授を務めた。聖書をカトリック教会の伝統的解釈によるのではなく、啓蒙期以来発展して来た近代の歴史学的、批判的方法によって研究することを主張した。この主張のためロアジは1893年に教授を辞めることになり、1902年に刊行した主著『福音と教会』を含む著書5冊が1903年に検邪聖省によってカトリック教会で禁書となった。1907年にローマ教皇ピウス10世が回勅で近代主義を批判、断罪したが、ロアジは教皇の意向に従わず反論を発表して1908年にカトリック教会から破門された。ロアジは1909年から1930年までコレージュ・ド・フランスで宗教史の教授を務めた。
ロアジのもっとも有名な言葉は『福音と教会』における「イエスは神の国を予告したが、到来したのは教会であった」である。これはキリスト教の本質は歴史的に拡大発展するキリスト教会の信仰の中に求めるべきものであるとの主張で、キリスト教を史的イエスの教えに基づかせようとしたハルナックの主張に反対したものである。